# Григорович, Павел Леонтьевич
Павел Леонтьевич Григорович (укр. Павло Леонтійович Григорович; 1845—1924) — религиозный деятель, настоятель Крестовоздвиженского (Мироносицкого) храма в Харькове. Преподавал Закон Божий в различных женских образовательных учреждениях города. Во время Первой русской революции, вместе с четырьмя другими священниками, выступил в печати против применения смертной казни к революционерам. Данный поступок вызвал недовольство харьковского епископа Арсения, и Павел Григорович лишился поста настоятеля.

## Биография

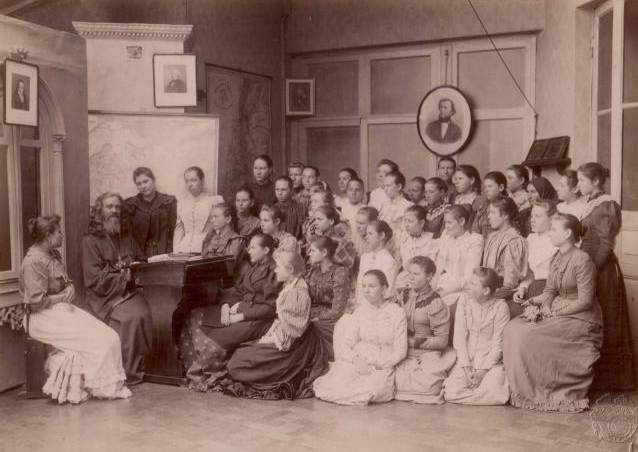
Урок Павла Григоровича в Воскресной школе Христина Алчевской

Павел Григорович родился 6 (18) ноября 1845 года в городе Недригайлов Лебединского уезда. Его отцом был Леонтий Иосифович Григорович — священник слободы Марковка. Павел имел старшую сестру — Меланию, которая вступила в брак со священником Ефимом Гризодубовим, братом Михаила Гризодубова. Учился в Харьковской духовной семинарии, которую окончил в 1865 году. Будучи семинаристом принимал участие в собраниях украинофилов, где познакомился с Христиной Алчевской. 19 февраля 1868 года стал священником валковского Храма Успения Пресвятой Богородицы. Был помощником инспектора Харьковской духовной семинарии в 1869—1878 годах. Согласно прошению, 28 апреля 1878 года стал вторым священником Крестовоздвиженского храма. Осенью того же года, Совет Института благородных девиц пригласила Павла Григоровича на вакантное место законоучителя, где он преподавал до 1895 года. Харьковский епископ Савва, рассказывая в своих воспоминаниях об этом назначении писал, что хотя Григорович «не получил академического образования, но человек очень дельный и способный».
В 1890 году он получил высокую церковную награду — Наперсный крест от Святейшего Синода выдаваемый. В декабре 1891 года стал законоучителем в воскресной школе своей старой знакомой — Христины Алчевской. В 1895 году Павел Григорович стал настоятелем храма, в том же году начал преподавать Закон Божий в Женской гимназии Екатерины Драшковской и заведовать церковно-приходской женской школой. 16 апреля 1895 года прихожане храма торжественно подарили настоятелю золотой наперсный крест с бриллиантами. Также Григорович был депутатом церквей благочиния первого округа города Харькова в 1898—1905 годах. С 1895 года попечитель харьковского учебного округа. С 1899 года член ревизионной комиссии по делам Епархиального свечного завода. За отлично-усердный труд, он был посвящён в сан протоиерея в 1900 году. Также награждался орденами Святой Анны второго и третьего степеней.
Во время Первой русской революции, протоиерей Павел Григорович вместе со священниками Владимиром Шаповаловым, Иваном Филевским, Николаем Вознесенским и Владимиром Купленским, выступили против применения смертной казни к революционерам. Их коллективное письмо было опубликовано первого января 1906 года в харьковской газете «Волна», под заголовком «Голос священника о смертной казни и об убийстве как средстве политической борьбы». Это письмо вызвало возмущение харьковского епископа Арсения. Уже третьего января Павел Григорович вместе со своим единомышленником Николаем Вознесенским были вынуждены заявить, что они не согласны с одной из фраз письма. Через три недели ещё один священник, Владимир Купленский, также заявил об этом. Во фразе говорилось о том, что священники одинаково жалеют как убитых революционеров, так и солдат убитых на своём посту. Павел Григорович был временно отстранён от служения. Позже, по решению епископа Арсения, лишился поста настоятеля и вновь стал вторым священником храма.
Представители харьковской интеллигенции написали коллективное письмо, где просили епископа Арсения возобновить Павла Григоровича в качестве настоятеля. Среди подписавших письмо были Владислав Бузескул, Леонард Гиршман и Христина Алчевская. Однако Григорович так и остался простым священником.
Во время изъятия церковных ценностей из Крестовоздвиженского храма, Павел Григорович был вызван в ЧК где был допрошен и подписал протокол об изъятии. Умер в 1924 году в окружении детей и внуков. Был похоронен на Первом городском кладбище, возле Храма усекновения главы Иоанна Предтечи. Могила не сохранилась.

## Награды
- Орден Святой Анны II степени[8].
- Орден Святой Анны III степени[10].
- Наперсный крест от Святейшего Синода выдаваемый[5].

## Семья

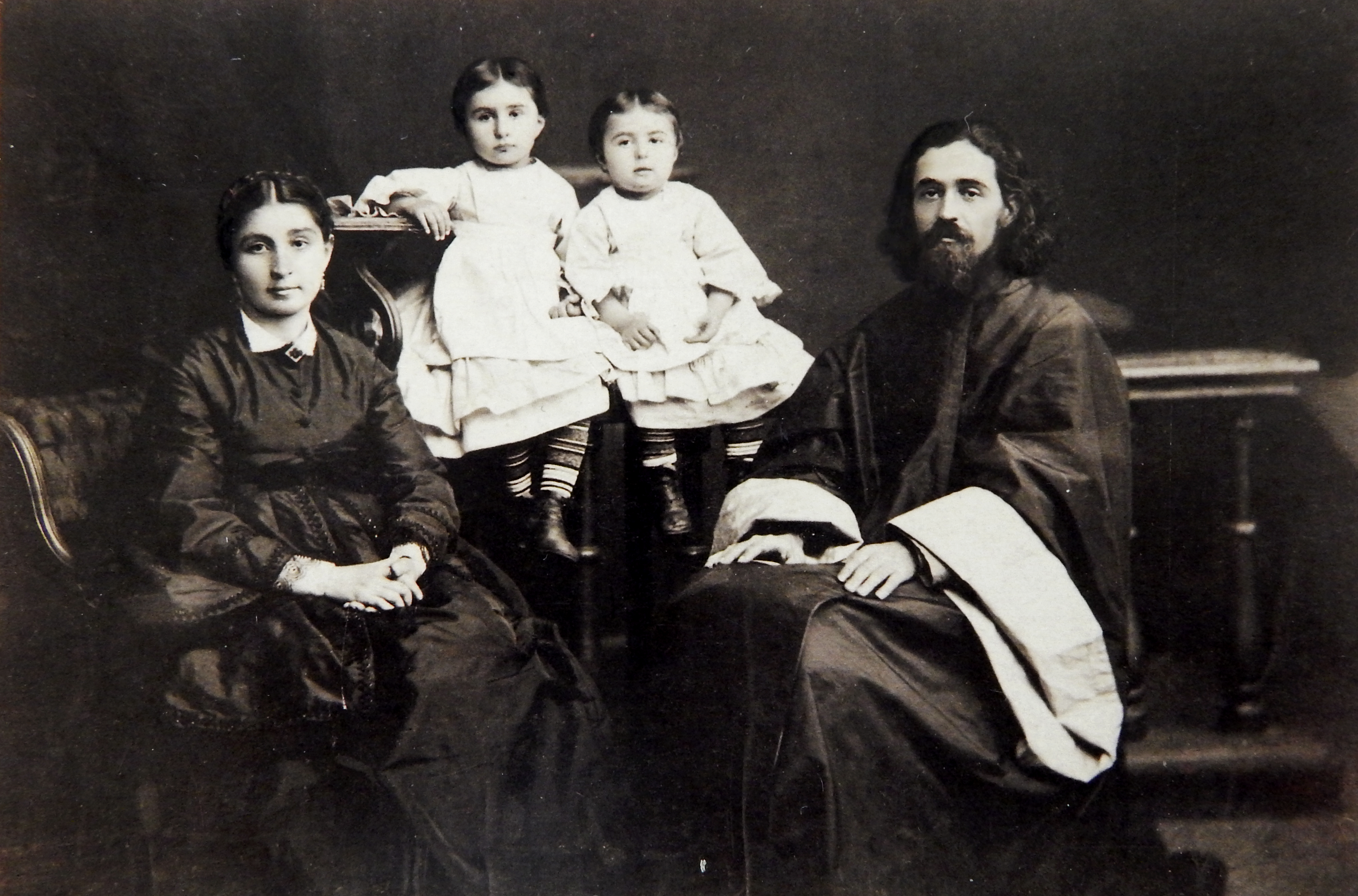
Павел Григорович с семьёй

Был женат на Александре Ивановне Чижевской, дочери настоятеля Свято-Дмитриевского храма Харькова, Иоанна Лукича Чижевского. У супругов родились тринадцать детей:
- Лидия (1868 г.р.)
- Анна (1871 г.р.)
- Ольга (1874 г.р.)
- Екатерина (1875 г.р.)
- Надежда (1877 г.р.)
- София (1879 г.р.) — преподаватель Харьковского педагогического института иностранных языков[13].
- Сергей (1880—14.01.1931) — бактериолог, арестован в январе 1931 года. Покончил с собой в здании ГПУ УССР[15].
- Александр (1881 г.р.)
- Михаил (1883 г.р.)
- Любовь (1887 г.р.)
- Мария (1888 г.р.) — жена революционера Григоряна Габриеля Маркаровича[14].
- Вера (1890 г.р.)
- Владимир (1894 г.р.)[10]

Внуками Павла Григоровича были: художник Лев Фитилёв и доктор технических наук Сергей Андоньев.